# Odontria costella
Odontria costella är en skalbaggsart som beskrevs av Thomas Broun 1880. Odontria costella ingår i släktet Odontria och familjen Melolonthidae. Inga underarter finns listade i Catalogue of Life.